# Börringe–Östratorps Järnväg
Börringe-Östratorps Järnväg (BÖJ) tillkom 1887 sedan Börringe-Anderslövs Järnväg (BAJ) förlängts via Jordberga och Klagstorp till Östratorp (sedan 1950 kallat Smygehamn). 

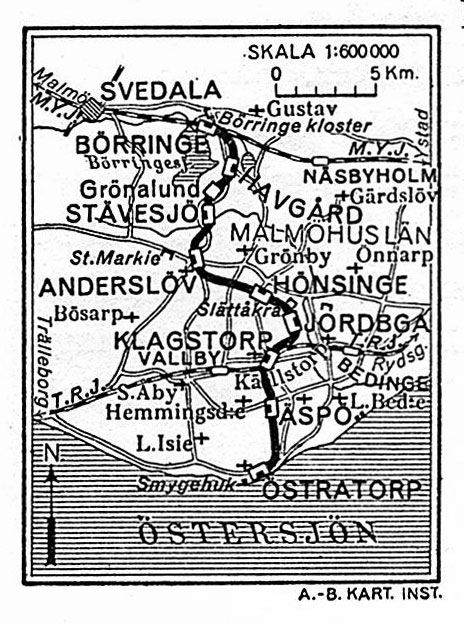
BÖJ. Karta 1926.

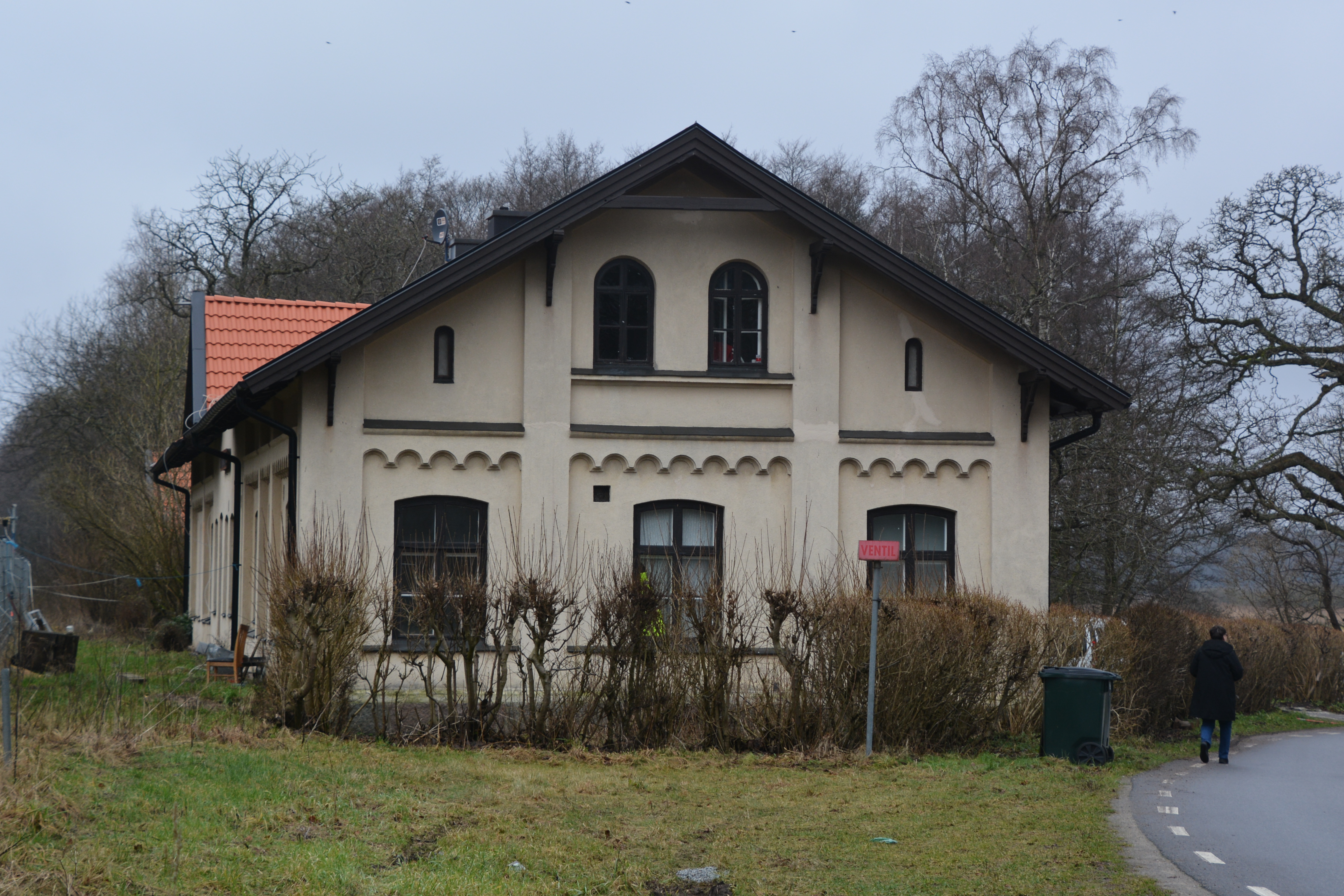
Börringe stationshus

Järnvägens i särklass viktigaste uppgift blev transport av sockerbetor till sockerbruket i Jordberga, persontrafiken var av ringa omfattning och högst olönsam. BÖJ förstatligades år 1941 och när betfrakten på järnvägen minskade efter andra världskriget blev det därför snart aktuellt med nedläggning. All persontrafik på banan, liksom godstrafiken Klagstorp – Smygehamn upphörde 1957, godstrafiken Börringe – Anderslöv 1959 och Anderslöv – Jordberga 1960. Den sista återstående godstrafiken, Klagstorp – Jordberga upphörde 1974.